# Olga Raggio
Olga Raggio (5 de febrero de 1926 – 24 de enero de 2009) fue una historiadora del arte y conservadora que trabajó con el Metropolitan Museum of Art durante más de 60 años, y descubrió el busto perdido de Cosme I de Medici de Baccio Bandinelli.

## Primeros años
Olga Raggio nació en Roma el 5 de febrero de 1925. Su padre era italiano, y su madre era rusa.
Raggio se graduó en la Biblioteca Vaticana con un diploma en ciencia bibliotecaria hacia 1947, y obtuvo un postgraduado en la Universidad de Roma La Sapienza en 1949.

## Carrera

### Metropolitan Museum
En 1950, Raggio recibió un Programa Fulbright para la Universidad de Columbia. También se unió al Metropolitan Museum of Art de Nueva York como investigadora junio.
Su carrera como conservadora siguió creciendo, pasando de asistente en 1954 a directora del European Sculpture and Decorative Arts entre 1971 y 2001. Sus responsabilidades comprendían la totalidad de las colecciones de arte del museo datadas entre los años 1400 y 1900 que no fueran pinturas ni dibujos. Fue propuesta para suceder a Thomas Hoving como director del museo en 1977, pero el puesto lo consiguió Philippe de Montebello.
La investigación de Raggio se concentró en la escultura renacentista y barroca, destacando Alessandro Algardi y Gianlorenzo Bernini. Sus otras contribuciones incluyen un estudio, la reconstrucción y la instalación en el museo del patrio de Blumenthal del castillo de Vélez-Blanco en 1964; la capilla de Bastie d’Urfé; y la conservación del studiolo de Federico da Montefeltro sacado del palacio ducal de Gubbio. Sus investigaciones resultaron en el redescubrimiento de dos esculturas (Priapo y Flora) de los Berninis, padre e hijo, que fueron encontrados en el jardín del Delbarton School en una abadía benedictina de Morristown, New Jersey, al igual que el busto anteriormente mencionado de Cosme I de Medici de Baccio Bandinelli, el cual fue guardado en una caja fuerte de un banco suizo.

## Vida tardía
Olga Raggio murió de cáncer el 24 de enero de 2009, a los 82 años, en el Bronx.